# Hodgy Beats
Gerard Damien Long (Trenton, 9 de noviembre de 1990), más conocido como Jerry  (anteriormente Hodgy y Hodgy Beats ), es un rapero y productor discográfico estadounidense. Es mejor conocido por ser miembro fundador del colectivo de hip hop Odd Future.

## Carrera
Long fue miembro original de Odd Future junto con Tyler, the Creator, Left Brain, Matt Martians (como The Super 3 ) y Casey Veggies . Hodgy fue el primer miembro de Odd Future en lanzar un disco en solitario, con The Dena Tape en 2009. Como miembro del dúo MellowHype con Left Brain, ha lanzado cuatro álbumes; YelloWhite, BlackenedWhite, Numbers e INSA .
Long ha aparecido en varios proyectos, incluidos Bastard, Goblin and Wolf de Tyler, The Creator, Earl de Earl Sudadera, Rolling Papers de Domo Genesis, 119 de Trash Talk y The Odd Future Tape, Radical y The OF Tape Vol. 2 con Futuro extraño . Apareció en "Outta Control", una canción del álbum Classic del rapero MED de Stones Throw, producido por su compañero nativo de Los Ángeles Madlib . Hodgy también apareció en el vídeo musical de esa canción que se lanzó después del lanzamiento de la canción.
Long lanzó seis mixtapes en solitario bajo el alias "Hodgy" o "Hodgy Beats": The Dena Tape, Untitled EP, Untitled 2 EP, Dena Tape 2, They Watchin' LoFi Series 1 y Dukkha . El 31 de octubre de 2013, MellowHigh (Left Brain, Hodgy Beats, Domo Genesis) lanzó su álbum debut MellowHigh en Odd Future Records. El álbum debutó en el puesto 89 del Billboard 200 de Estados Unidos. En 2015, Hodgy reveló que casi había terminado con su álbum debut en solitario. También actuó como artista principal en el remix de Alison Wonderland de The Buzz, de Hermitude.
Su álbum de estudio debut, Fireplace: TheNotTheOtherSide, fue lanzado en diciembre de 2016 a través de Odd Future y Columbia Records. El álbum contó con artistas como Busta Rhymes, Lil Wayne y Unknown Mortal Orchestra .
El 24 de marzo de 2022, después de seis años de inactividad, Long lanzó un sencillo titulado "IntoSomeone" y anunció un próximo proyecto, titulado, que se lanzó el 20 de mayo  2022.
En 2023, Long rescindió su alias previamente conocido asociado a Odd Future de "Hodgy", rebautizándose como "Jerry" y lanzó un video musical para una canción titulada "Facing the Worst Fears". La canción había sido parte de una obra extendida, con material que luego aparecería en su primer álbum de estudio de larga duración en casi 8 años, Lovemesooner . El álbum se lanzó el 14 de febrero de 2024 junto con un video musical de la canción "Kept my heart for me".

## Vida personal
Gerard Long nació y creció en Trenton, Nueva Jersey. Es de ascendencia jamaicana, fiyiana y filipina.[cita requerida]</link> . A la edad de nueve años, se mudó al sur de California con su hermana después de que su madre se volviera a casar.  Asistió a la escuela secundaria Pasadena en Pasadena, California .
El 1 de agosto de 2011, su exnovia de toda la vida, Cortney Brown, dio a luz a su hijo, llamado Trenton Gerald Long. Vyron Turner (Left Brain) es el padrino de Trenton. Tuvo dos hijos con la cantante canadiense Nelly Furtado.
Tras el lanzamiento de Entitled, Long reveló en una entrevista que se había comprometido con un programa de rehabilitación a principios de 2020, antes de mudarse a Toronto después de su liberación. Actualmente vive allí con su hija y dos hijos.

## Discografía

### Álbumes de estudio
- Chimenea: TheNotTheOtherSide (2016) [10]
- Lovemesooner (2024) [11]

(como Jerry)